# 木梨樹里
木梨 樹里（きなし じゅり）は、日本の女性声優。主にアダルトゲームに声をあてている。

## 出演
太字は主役・メインキャラクター。

### アダルトゲーム
2006年
- 淫縛学艶〜放課後に咲く恥辱の花〜（和泉麗美[1]）

2007年
- しおふきマーメイド「だめ……コーチ!なにか出ちゃうぅ!」（本郷鞠奈）
- 催眠術2（高瀬志乃[2]）
  - 裏・催眠術2（2008年、高瀬志乃[3]）

2008年
- 凌襲〜禁忌の牝肉実験調書〜（ソフィア・クレーメル）
- びんかんアスリート「そ、そこダメっ!……おしお噴いちゃうっ!」（西原文子[4]）
- Immoral Empire（テレジア・ディン・エルク）
- 貴醜の館（佐伯仁実）
- 指先案内人 汁だく接待おかわり三杯目〜淫惑、性感開発エステ編〜（芹園絵里華）

2009年
- おしゃぶりアナウンサー「そんなに飲まされたら……Hしたくなっちゃう♥」（大橋亜希子）
- NACHTMUSIK〜穢れし姫に淫獄の旋律を捧ぐ〜（アンジェリカ・セティルワナ）
- 美熟母「いやらしい母さんでごめんね…」（母袋郁江）
- ぬるぷり（チハ）
- 淫乱OL 沢渡登喜子〜女たちの淫靡な素顔〜（金子田由美）
- 魔封少女小夜子（呉葉・レイチェル）

2010年
- 擬態催眠（白山文子）
- 未亡人沙苗「私が初めてでいいの……?」（大迫耀子）
- ドSなお姉さんは好きですか?（鬼越恭子）
- セイント〜あぁ、主よ、教え子達に堕とされた私をお許し下さい〜（山路百合乃）
- とある魔雀の禁書目録（固法美偉、アニェーゼ=サンクティス）

2011年
- 女ざかりは年下好み「本気のセックス教えてあ♥げ♥る」（滝川香澄）
- 聖麗奴学園（小桜さくら）

2012年
- 淫蟲猟域（池添雅美）
- 教育ママと伯母と叔母（生方聡実）
- DragonMahjongg3〜伝説編〜（女魔法使い）

2013年
- ポルノ作家麻由華 と、淫熟未亡人と堅物編集者とウブ義姉（連城美夜子）
- DragonMahjongg3〜伝説編〜 アップグレード版（女魔法使い）
- 催眠術3（深町かおり）

2014年
- 催眠術Re（青木ゆかり）
- 誘拐報道 愛するわが子のためならば…（御惣寺淑子）

2015年
- 聖麗奴学園ERE（小桜さくら）
- 通淫母〜我が子の下宿でオンナに戻る母〜（伊波明穂）

2016年
- WIZARD LINKS（リディア・アーヴィング[5]）

2017年
- 催眠学園3年生（加古栞里）

### アダルトアニメ
- 催眠術2nd（2008年、高瀬志乃）
- 牝教師 淫辱の教室（2009年、藤堂美雪）
- しおふきマーメイド ｢プールサイドの初体験」（2011年、本郷鞠奈）